# Cumann na nGaedhael
El Cumann na nGaedhael (traduït del gaèlic irlandès com Societat dels irlandesos) fou un partit polític de l'Estat Lliure d'Irlanda. El 1900 Arthur Griffith i William Rooney va fundar un grup amb aquest nom per tal d'aplegar tots els clubs republicans, i que el 1905 es va unir a altres grups per a fundar el Sinn Féin.
Posteriorment, el 27 d'abril de 1923 es va fundar un nou partit amb els diputats del Sinn Féin partidaris del Tractat Angloirlandès després de la guerra civil irlandesa. El cap fou William T. Cosgrave, després de la mort de Michael Collins i Arthur Griffith el 1922. Es presentà a les eleccions al Dáil Éireann de 1923 i va obtenir 63 escons, i fins al 1932 va encapçalar tots els governs de l'Estat Lliure d'Irlanda.
Va acceptar la partició d'Irlanda i va dur a terme una política de construcció d'infraestructures i l'establiment d'An Garda Síochána, però també van prendre decisions impopulars, com una política fiscal conservadora i l'augment de l'edat per a cobrar pensió. Això provocaria que a les eleccions al Dáil Éireann de juny de 1927 perdés molts vots a favor del Fianna Fáil. Però l'assassinat a mans de l'IRA del ministre Kevin O'Higgins i l'entrada al Dáil del Fianna Fáil provocà les eleccions al Dáil Éireann de setembre de 1927, en les que va recuperar bona part dels seus escons.
El seu comerç es va caracteritzar per desenvolupar una sanitat pública i el lliure comerç, però l'Estat Lliure es va veure fortament afectat per la Gran depressió i com a resultat va perdre les eleccions al Dáil Éireann de 1932. Des del 1933 va mantenir converses amb el Partit Nacional de Centre i els Blueshirts per a fundar el setembre de 1933 el nou partit Fine Gael.

## Resultats electorals

### Dáil Éireann
| Any       | Líder          | Vots    | %     | Escons   | ±  | Pos. | Govern   |
| --------- | -------------- | ------- | ----- | -------- | -- | ---- | -------- |
| 1923      | W. T. Cosgrave | 410,695 | 39.0% | 63 / 153 | 5  | 1r   | Minoria  |
| 1927 (I)  | W. T. Cosgrave | 314,703 | 27.4% | 47 / 153 | 16 | 1r   | Minoria  |
| 1927 (II) | W. T. Cosgrave | 453,028 | 38.7% | 62 / 153 | 15 | 1r   | Minoria  |
| 1932      | W. T. Cosgrave | 449,506 | 35.3% | 57 / 153 | 5  | 2n   | Oposició |
| 1933      | W. T. Cosgrave | 422,495 | 30.5% | 48 / 153 | 9  | 2n   | Oposició |

### Seanad Éireann
| Any  | Vots    | %     | Escons  | ± | Pos. |
| ---- | ------- | ----- | ------- | - | ---- |
| 1925 | 126,218 | 41.3% | 14 / 60 | 1 | 1r   |